# Еволюція Прибульця
«Еволюція прибульця: наука позаземного життя» (видано в США та Великій Британії, друге видання — «Як виглядає марсіанин?: Наука позаземного життя») — науково-популярна книга 2002 року біолога Джека Коена та математика Яна Стюарта про ксенобіологію.
Концепція книги походить з лекції, яку Коен протягом багатьох років допрацьовував і назвав POLOOP, або «Можливості життя на інших планетах» (англ. «Possibility of Life on Other Planets»).

## Сюжет
Коен і Стюарт сперечаються з ідеєю позаземного життя, яка вважає, що життя може еволюціонувати лише в середовищах, схожих на Землю (так звана гіпотеза виняткової Землі), і що позаземні форми життя будуть мати схожі риси, аналогічні життю на Землі — звичайний троп для деяких стилів наукової фантастики. Вони припускають, що будь-яке дослідження позаземного життя, що спирається на ці допущення, є надто обмеженим, та можна провести наукове та раціональне вивчення можливості форм життя, які настільки відрізняються від життя на Землі, що ми можемо спочатку навіть не визнати їх як життя.
Протягом усієї книги Коен і Стюарт повертаються до двох протиставлень. Перше — між екзобіологією (яка розглядає можливості звичайної, подібної до Землі біології на планетах, схожих на Землю) та ксенонаукою (яка охоплює набагато ширший та спекулятивніший спектр форм, яке життя може набути). Друге протиставлення — між парафіями (ознаками життя, які, ймовірно, будуть унікальними для Землі), та універсаліями (ознаками, які, ймовірно, з'являться усюди, де виникає життя).
Коен та Стюарт доповнюють сильно обмежену науку по цій темі численними посиланнями на наукову фантастику як з власних, так із чужих творів, включаючи 28 сюжетних резюме класичних сюжетів НФ.

## Рецензії
У своєму відгуку на «Еволюцію прибульця», «London Review of Books» зауважив, що спекулятивний підхід Коена та Стюарта корисний для викриття помилок у традиційному мисленні й «безболісно виховує» сучасний стан прикладних наук, але критикує їхній «наївний оптимізм» щодо майбутніх технологічних проривів у космічних подорожах людини.
У своєму огляді для «Nature» Лоуренс М. Краус визнав, що не був повністю впевнений у меті та аудиторії книги, але зазначив, що вона може служити контраргументом книзі Пітера Уорда та Дональда Браунлі «Виняткова земля».